# 루르강

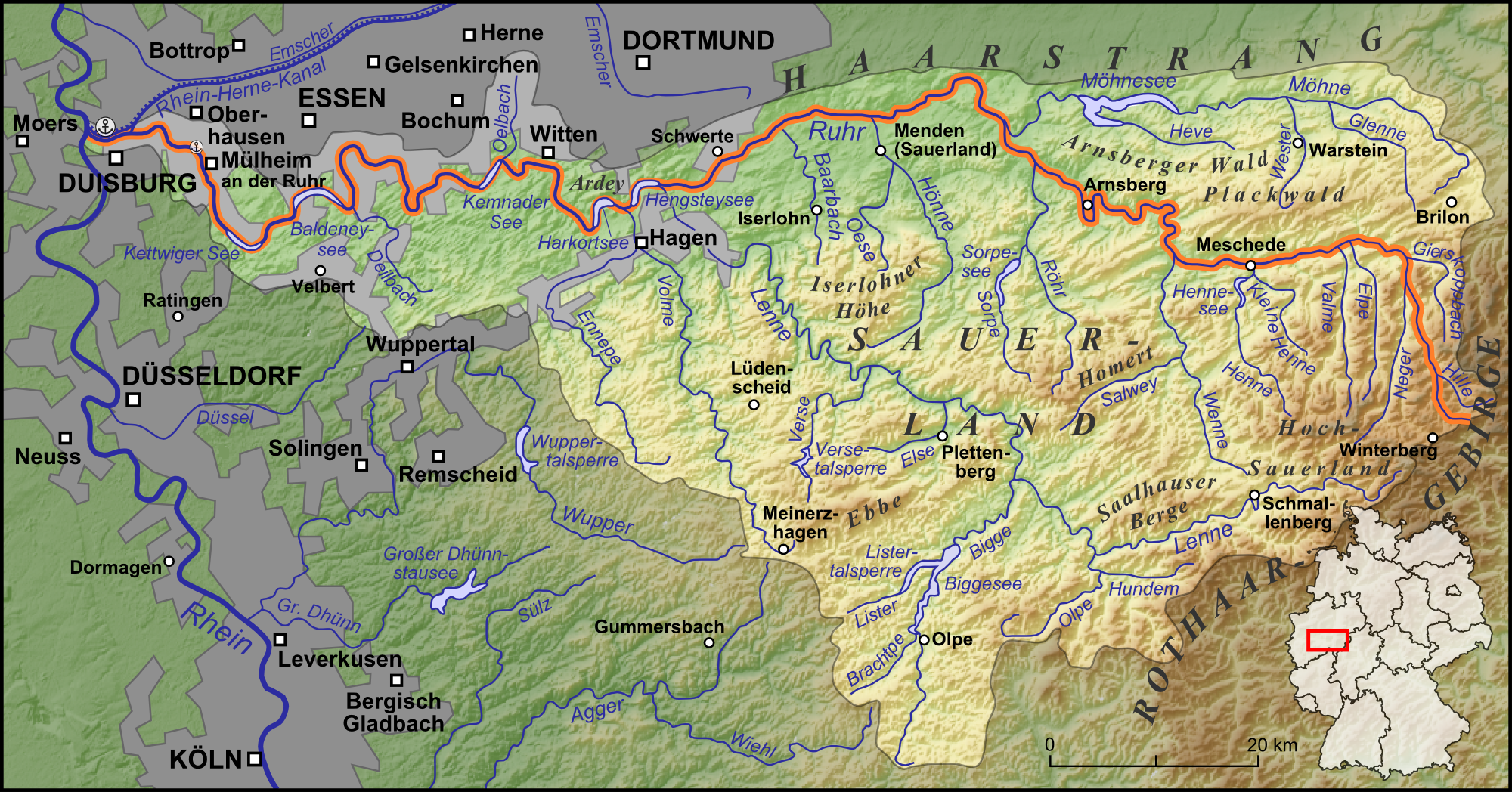
루르강 유역

루르강(독일어: Ruhr)은 독일 서부를 흐르는 강이다. 라인강의 지류이다. 길이 219 km, 유역면적 4,485 km2이다.
노르트라인베스트팔렌주 동남부 산지에서 발원하여 서쪽으로 흐른다. 강의 서부 유역부터 라인강에 이르는 지역은 루르 지역으로 불리는 독일 최대의 산업지역으로 인구가 밀집되어 있다. 하겐·도르트문트·보훔·에센 등의 주요 도시를 통과한 후 뒤스부르크에서 라인강과 합류한다. 과거에는 오염 문제가 매우 심각했으나, 최근에는 비교적 맑은 수질을 나타내고 있다.

## 같이 보기
- 루르
- 루르 점령